# 圣乔治-迪诺加罗
圣乔治-迪诺加罗（義大利語：San Giorgio di Nogaro）是意大利弗留利-威尼斯朱利亚大区乌迪内省的一个市镇。总面积25.83平方公里，人口7717人，人口密度298.8人/平方公里（2009年）。ISTAT代码为030100。